# Druhý konstantinopolský koncil
Druhý konstantinopolský koncil byl v pořadí pátým ekumenickým koncilem, který se konal za předsednictví konstantinopolského patriarchy Eutychia a který měl vyřešit určité otázky, jež vyvstaly rozhodnutím Chalkedonského koncilu – tzv. spor o Tři kapitoly. Koncil, poslední z pěti velkých církevních shromáždění starověku, zavrhl také tři staré křesťanské spisy kvůli nestoriánským omylům, které v nich shledal, avšak jejich autory zřejmě za heretiky neoznačil.
Koncil svolal císař Justinián I., který zasahoval do koncilních diskusí, ač se jich přímo neúčastnil. Prominentními účastníky koncilu byli alexandrijský a antiošský patriarcha. Z křesťanského Západu se koncilu účastnila pouze hrstka biskupů, neúčastnil se ani papež Vigilius, který se, podobně jako jeruzalémský patriarcha, nechal zastoupit legáty. Papež však nakonec přijal veškerá ustanovení koncilu, ač to na Západě vedlo k dlouho trvajícím sporům.
Tento koncil také odsoudil učení o preexistenci duší, které od 3. století zastával Órigenés a někteří jeho žáci. Hlavní otázkou však byly zmiňované Tři kapitoly, výsledkem jednání koncilu však nestoriánství zůstalo i nadále v souladu s rozhodnutími Efezského koncilu (431) herezí. Řecká akta koncilu byla zničena roku 681, dochoval se však jejich latinský překlad, který někteří pravoslavní zpochybňují jako upravený ve prospěch papežského stanoviska.